# Landesmusikakademie Hessen

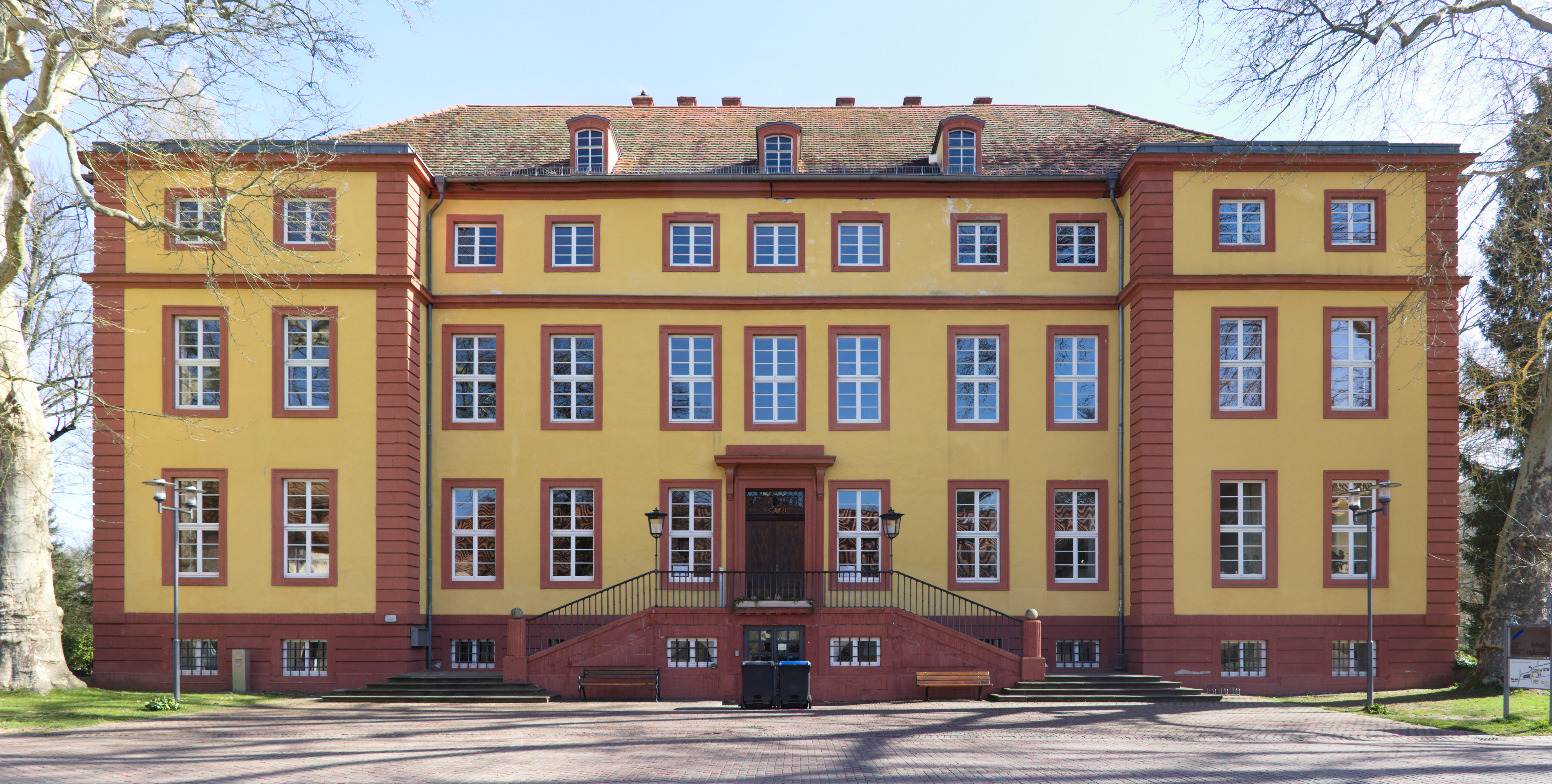
Schloss Hallenburg, Sitz der Landesmusikakademie (2020)

Die Hessische Akademie für musisch-kulturelle Bildung gGmbH – Landesmusikakademie Hessen (LMAH) in Schlitz ist eine landeszentrale Einrichtung für die musisch-kulturelle Fort- und Weiterbildung sowie ein Tagungsort und Begegnungsstätte für Musiker und Kulturtreibende des Laien- und Profibereichs. Die Landesmusikakademie Hessen mit Sitz in Schloss Hallenburg steht auch Gästen von außerhalb des Landes Hessen offen.

## Geschichte
Am 19. Mai 1995 gründete der Landesmusikrat Hessen die Hessische Akademie für musisch-kulturelle Bildung als gemeinnützige GmbH. Nach eingehender Prüfung wurde als Standort das Schloss Hallenburg in Schlitz gewählt. Die Hessische Landesregierung gab am 14. November 2000 per Kabinettbeschluss ihre Zustimmung zur Gründung und Förderung der Akademie. Das Schloss sowie die umliegenden Gebäude wurden nach längerem Leerstand von 2001 bis 2006 saniert und für die LMAH aus- und umgebaut. Der Akademiebetrieb wurde bereits schrittweise ab Oktober 2003 aufgenommen, die offizielle Eröffnung erfolgte am 4. Februar 2004. Die Akademie zählt im Jahr rund 25.000 Besucher.

## Aufgaben
Die Werte musikalischer Kultur und Bildung zu bewahren und weiterzugeben ist das Ziel der LMAH. Dazu übernimmt die LMAH unterschiedliche Rollen:
- Austragungsort landesweiter Musikwettbewerbe (Landeswettbewerb Jugend musiziert Hessen, Hessischer Chor- und Orchesterwettbewerb, Louis-Spohr-Wettbewerb) und internationaler Meisterkurse
- Veranstalter von Konzerten, Theater, Kabarett und Lesungen
- Anbieter von Fort- und Weiterbildungen im Bereich Musik, Pädagogik und Kultur
- Probenort der Landesjugendensembles, der Peter Herbolzheimer European Jazz Academy, des Hessischen Schultheatertreffens
- Träger des JugendPercussionEnsemble Hessen
- Tagungs- und Seminarstätte für das Hessische Kultusministerium, Vereine und Verbände, allgemeinbildenden Schulen, Musikschulen sowie Musikhochschulen

Gefördert wird die LMAH vom Hessischen Ministerium für Wissenschaft und Kunst.
Einziger Gesellschafter ist der Landesmusikrat Hessen.
Der Förderverein „Freunde und Förderer der Hessischen Akademie für musisch-kulturelle Bildung e.V.“ wurde am 31. Oktober 2001 mit dem Ziel gegründet, die Arbeit der LMAH durch finanzielle und materielle, aber auch ideelle Unterstützung zu fördern.